# Antoni Krząstkiewicz
Antoni Krząstkiewicz, także Chrząstkiewicz, Chrząsckiewicz, Krząsckiewicz (ur. 23 maja 1790 w Żywcu, zm. 15 lutego 1870 w Żywcu) – malarz polski.
Malował głównie obrazy do kościołów i kaplic na terenie Żywiecczyzny. Jego twórczość miała charakter zbliżony do sztuki ludowej. Namalował m.in. obraz Św. Wojciech do kościoła pw. św. Wojciecha w Jeleśni (ok. 1857), obraz Św. Trójca (1829, Muzeum w Żywcu), obraz ołtarzowy Śmierć św. Józefa (1841, kościół w Łodygowicach). Część prac wykonywał wspólnie z synem Wincentym (ur. 21 stycznia 1821 w Żywcu, zm. 5 lipca 1889 w Żywcu).